# تيري جورج
تيري جورج (بالإنجليزية: Terry George)‏ (و. 1952  م) هو كاتب سيناريو، ومخرج أفلام بريطاني، ولد في بلفاست.

## جوائز وترشيحات
حصل على جوائز منها:
جوائز
- جائزة الأوسكار لأفضل فيلم حي قصير

ترشيحات
- جائزة الأوسكار لأفضل كتابة، عن عمل: فندق رواندا
- جائزة الأوسكار لأفضل كتابة، عن عمل: باسم الأب

ترشح لـ:
- جائزة الأوسكار لأفضل كتابة "سيناريو أصلي"، عن عمل: فندق رواندا
- جائزة الأوسكار لأفضل كتابة "سيناريو مقتبس"، عن عمل: باسم الأب
- جائزة الأوسكار لأفضل فيلم حي قصير، عن عمل: The Shore (2011 film) [الإنجليزية]‏.

## وصلات خارجية
- تيري جورج على موقع IMDb (الإنجليزية)
- تيري جورج على موقع مونزينجر (الألمانية)
- تيري جورج على موقع ألو سيني (الفرنسية)
- تيري جورج على موقع أول موفي (الإنجليزية)
- تيري جورج على موقع قاعدة بيانات الأفلام السويدية (السويدية)
- تيري جورج على موقع إن إن دي بي (الإنجليزية)
- تيري جورج على موقع قاعدة بيانات الفيلم (الإنجليزية)
- تيري جورج على موقع كينوبويسك (الروسية)